# Olpium savignyi
Olpium savignyi es una especie de arácnido del orden Pseudoscorpionida de la familia Olpiidae.

## Distribución geográfica
Se encuentra en Egipto y Libia.